# Le Droit de tuer ?
Pour les articles homonymes, voir Le Droit de tuer.
Pour plus de détails, voir Fiche technique et Distribution.
Le Droit de tuer ? ou Non coupable au Québec, (A Time to Kill) est un film de procès américain réalisé par Joel Schumacher et sorti en 1996. Il est adapté du roman Non coupable de John Grisham publié en 1989.
Le film est un succès critique et commercial, tout comme la précédente adaptation d'un roman de John Grisham par le même réalisateur, Le Client (1994)

## Synopsis
Carl Lee Hailey (Samuel L. Jackson), ouvrier agricole noir, vit avec sa femme et ses enfants dans la petite ville de Canton au Mississippi. Un matin, alors qu'elle rentre chez elle, Tonya, sa fille de 10 ans, est kidnappée, violée, torturée et laissée pour morte par deux délinquants blancs, Billy Ray Cobb (Nicky Katt) et James Louis « Pete » Willard (Doug Hutchison). Les suspects sont arrêtés par le shérif Ozzie Walls (Charles S. Dutton). Furieux et détruit, le père commet un acte fatal : alors que les deux suspects sont sur le point de comparaître devant le juge, et de crainte que la justice ne les libère, il sort une arme et les tue. L'avocat Jake Tyler Brigance (Matthew McConaughey)  est chargé de le défendre dans un procès où le jury n'est composé que de Blancs. De plus, Freddie Lee Cobb (Kiefer Sutherland) prévoit de venger la mort de son frère Billy Ray en demandant de l'aide à la branche locale du Ku Klux Klan et de son « Grand Dragon », Stump Sisson (Kurtwood Smith).

## Fiche technique
Sauf indication contraire, les informations mentionnées dans cette section peuvent être confirmées par la base de données cinématographiques IMDb,  présente dans la section « Liens externes ».
- Titre original : A Time to Kill
- Titre français : Le Droit de tuer?
- Titre québécois : Non coupable ou Un temps pour tuer
- Réalisation : Joel Schumacher
- Scénario : Akiva Goldsman, d'après le roman Non coupable (A Time to kill) de John Grisham
- Directeur de la photographie : Peter Menzies Jr.
- Montage : William Steinkamp
- Distribution des rôles : Mali Finn
- Direction artistique : Richard Toyon
- Décors : Larry Fulton
  - Décorateur de plateau : Dorree Cooper
- Costumes : Ingrid Ferrin
- Musique : Elliot Goldenthal
- Producteurs : John Grisham, Hunt Lowry, Arnon Milchan et Michael G. Nathanson
  - Producteur associé : William M. Elvin
- Sociétés de production : Warner Bros. et Regency Enterprises
- Distribution : Warner Bros.
- Budget : 40 millions de dollars[1]
- Pays de production :  États-Unis
- Format : couleur - 2.39:1 - 35 mm - son Dolby Digital / SDDS
- Genres : drame juridique, thriller, rape and revenge
- Durée : 149 minutes
- Dates de sortie :
  - États-Unis : 26 juillet 1996
  - France : 13 novembre 1996

## Distribution
- Matthew McConaughey (VF : Bruno Choël) : Jake Tyler Brigance
- Sandra Bullock (VF : Françoise Cadol) : Ellen Roark
- Samuel L. Jackson (VF : Thierry Desroses) : Carl Lee Hailey
- Oliver Platt (VF : Daniel Lafourcade) : Harry Rex Vonner
- Kevin Spacey (VF : Michel Derain) : Rufus Buckley
- Kiefer Sutherland (VF : Emmanuel Jacomy) : Freddie Lee Cobb
- Donald Sutherland (VF : Jean-Pierre Moulin) : Lucien Wilbanks
- Ashley Judd (VF : Odile Schmitt) : Carla Brigance
- Charles S. Dutton (VF : Daniel Kamwa) : le shérif Ozzie Walls
- Brenda Fricker (VF : Monique Thierry) : Ethel Twitty
- Patrick McGoohan (VF : Bernard Dhéran) : le juge Omar Noose
- Joe Seneca (VF : Robert Liensol) : le révérend Isaiah Street
- Chris Cooper (VF : Philippe Peythieu) : Dwayne Powell Looney
- Kurtwood Smith (VF : Michel Prud'homme) : Stump Sisson
- Nicky Katt : Billy Ray Cobb
- Beth Grant : Cora Mae Cobb
- Doug Hutchison : James Louis « Pete » Willard
- Thomas Merdis : le révérend Ollie Agee
- Jonathan Hadary : Norman Reinfield
- John Diehl : Tim Nunley
- M. Emmet Walsh (VF : Yves Barsacq) : Dr Willard Tyrell Bass
- Anthony Heald (VF : Joël Martineau) : Dr Wilbert Rodeheaver
- Tonea Stewart (VF : Claude Chantal) : Gwen Hailey
- RaéVen Kelly (VF : Kelly Marot) : Tonya Hailey
- Octavia Spencer : l'infirmière d'Ellen Roark
- Helen E. Floyd (VF : Martine Meirhaeghe) : une serveuse

## Production

### Genèse et développement
Le scénario est l'adaptation de Non coupable, premier roman de John Grisham publié en 1989. L'auteur s'est en partie inspiré d'une affaire jugée à Hernando en 1984. Le réalisateur Joel Schumacher avait déjà adapté un roman de John Grisham pour le film Le Client (1994), également scénarisé par Akiva Goldsman.

### Attribution des rôles
Matthew McConaughey devait à l'origine incarner le rôle de Freddie Lee Cobb, incarné dans le film par Kiefer Sutherland, mais préféra incarner le rôle de Jake Brigance. Pour ce rôle, les premiers choix étaient Kevin Costner, Val Kilmer, Brad Pitt, Alec Baldwin, Bill Paxton, Ralph Fiennes ou encore Aidan Quinn. Woody Harrelson voulait lui aussi incarner ce rôle.
Il s’agit des retrouvailles de Sandra Bullock et Kiefer Sutherland 4 ans après le film La Disparue où Sandra n'avait qu'un petit rôle (la fiancée, qui a été enlevée, du personnage joué par Kiefer Sutherland). D'autres comédiens se retrouveront comme Kevin Spacey qui retrouvera  Samuel L. Jackson et Chris Cooper respectivement dans Négociateur et American Beauty.
Pour le rôle de Lucien Wilbanks, le premier choix était Paul Newman, qui le refuse car il n'apprécie pas le message véhiculé par le film. Pour le rôle du juge Noose, le premier était Bruce Dern. Dans ce film on peut trouver six lauréats des Oscars tels que Matthew McConaughey, Sandra Bullock, Kevin Spacey, Brenda Fricker, Octavia Spencer et Chris Cooper , ainsi que le nommé aux Oscars Samuel L. Jackson.

### Tournage
Le tournage a eu lieu de septembre à décembre 1995. Il se déroule à Canton et Jackson (Mississippi), à Tampa (Floride) et à London au Canada.

## Accueil

### Critique
Le film reçoit des critiques plutôt positives aux Etats-Unis. Sur l'agrégateur américain Rotten Tomatoes, il récolte 67% d'opinions favorables pour 55 critiques et une note moyenne de 6,2⁄10. Sur Metacritic, il obtient une note moyenne de 54⁄100 pour 21 critiques. Le célèbre critique du Chicago Sun-Times Roger Ebert lui donne la note de 3 sur 4 et écrit notamment : « J'ai été absorbé par le film et j'ai trouvé les performances fortes et convaincantes » et décrit le film comme l'une des meilleures adaptations d'un roman de John Grisham. Le film reçoit aussi quelques avis négatifs comme Anthony Puccinelli du Chicago Reader qui le qualifie de « sans valeur ».
Auteur du roman original, John Grisham est plutôt satisfait de l'adaptation : « En fin de compte, j'en étais content, heureux que nous ayons pu trouver un jeune comme Matthew McConaughey. Ce n'était pas un grand film, mais c'était un bon film ».
En France, le film est vivement critiqué par certains journalistes qui y voient une apologie de la peine de mort et de l'auto-justice. Volontairement ou non, un point d’interrogation est ajouté par le distributeur à la fin du titre français. La critique parue dans Les Inrockuptibles en 1996 est très virulente. Olivier Nicklaus y écrit notamment « Faut-il laisser à Joel Schumacher le droit de filmer ? Voilà une question qu'on aimerait bien poser aux producteurs de ce Droit de tuer ? Assumer une telle charge crypto-fasciste exige en effet des reins solides. Déjà dans Chute libre (1993), Schumacher filmait le pétage de plombs de Michael Douglas avec une détestable complaisance. »
Didier Péron de Libération écrit quant à lui « Le point d'interrogation figurant dans le titre français du nouveau film de Joel Schumacher (Le Droit de tuer ?) trahit le titre original (A Time to Kill) tout en ajoutant une nuance polémique qui ne s'y trouvait pas. Opération de pure forme, puisque le film, lui, ne se pose pendant deux heures trente la question que pour mieux l'évacuer. » Il juge par ailleurs le scénario « édifiant ». Jean-François Rauger du Monde a écrit que « À la justification de la justice personnelle, le film mêle l'alibi “politiquement correct” de l’antiracisme puisque l'accusé est noir et que l'action se situe dans une ville du sud des États-Unis. À cette bouillie idéologique moralisatrice s’ajoute une mise en scène emphatique, pour un récit tout en digressions inutiles, une caractérisation des personnages si grossière qu’elle frise la stupidité. »

### Box-office
Le film rencontre un bon succès notamment aux États-Unis où il se classe 10e du box-office annuel. En France, le succès demeure plutôt modeste avec plus de 260 000 spectateurs
| Pays ou région    | Box-office      | Date d'arrêt du box-office | Nombre de semaines |
| ----------------- | --------------- | -------------------------- | ------------------ |
| États-Unis Canada | 108 766 007 $   | 26 septembre 1995          | [ 14 ]             |
| France            | 262 886 entrées | -                          | -                  |
| Total mondial     | 152 206 165 $   | -                          | -                  |

## Distinctions principales
Source : Internet Movie Database

### Récompenses
- Jupiter Awards 1996 : meilleure actrice internationale pour Sandra Bullock
- Blockbuster Entertainment Awards 1997 : meilleure actrice d'un film à suspense pour Sandra Bullock et meilleur acteur dans un second rôle d'un film à suspense pour Samuel L. Jackson
- NAACP Image Awards 1997 : meilleur film et meilleur acteur dans un second rôle pour Samuel L. Jackson
- ASCAP Film and Television Music Awards 1997 : Top Box Office Films pour Elliot Goldenthal
- MTV Movie & TV Awards 1997 : meilleure révélation pour Matthew McConaughey

### Nominations
- Golden Globes 1997 : meilleur acteur dans un second rôle pour Samuel L. Jackson
- Razzie Awards 1997 : pire scénario pour un film ayant dépassé 100 millions de dollars de recettes